# C24H42
化学式C24H42（摩尔质量：330.59 g/mol，不饱和度为4）可能指：
- 胆烷，混合CAS号：80373-86-0 
  - 5α-胆烷，Pubchem CID：6857531
  - 5β-胆烷，Pubchem CID：6857459
- 十八烷基苯，CAS号：4445-07-2
- 1,3,5-三己基苯，CAS号：29536-28-5

|  | 这个同类索引页列出了具有相同分子式的化学物（即同分異構體）条目。 除非您是有意链接至本页，否则应将相应条目的内部链接指向正确的条目。 |